# 에런 분
에런 존 분(Aaron John Boone, 1973년 3월 9일 ~ )은 미국의 전직 메이저 리그의 3루수이자, 현직 메이저 리그 뉴욕 양키스의 감독이다. 형제로 브렛 분이 있다.